# Журнал політики та суспільства
«Journal of Politics & Society» — це академічний журнал із суспільних наук, який виходить двічі на рік і видається Helvidius Group, некомерційною студентською організацією Колумбійського університету . Він був заснований у 1989 році студентом Колумбійського університету Пітером Томассі як журнал, який розповсюджується серед шкіл Ліги Плюща та Конгресу США . Спочатку він називався «Журнал права та публічної політики Колумбійського університету» і мав на меті надати студентам платформу для змістовного політичного дискурсу без урахування партійності.

## Історія
Journal of Politics & Society спочатку був заснований як Helvidius Group, створена в 1989 році Пітером Томассі (CC '91), щоб забезпечити форум для дискурсу студентів з питань, що стосуються права та публічної політики у формі публікації. Журнал Politics & Society є реалізацією цієї місії.
Спочатку це був річний журнал, що розповсюджувався серед університетів Ліги Плюща та членів Конгресу. Проте, журнал змінив свою орієнтацію, прийнявши більш науковий підхід і охопивши всі сфери соціальних наук. За тридцять п'ять років свого існування журнал видає тільки наукові роботи, які надсилають студенти. У цьому процесі, що можна порівняти з процедурами рецензування та редагування професійних академічних видань, відібрані статті ретельно редагуються редакційною колегією, що складається виключно зі студентів Колумбійського університету.
Протягом своєї історії журнал містив роботи відомих громадських діячів і вчених на додаток до чудових студентських стипендій. Серед колишніх учасників – Генеральний секретар Організації Об’єднаних Націй Кофі Аннан, президент Білл Клінтон, губернатор штату Нью-Джерсі та адміністратор EPA Крісті Тодд Вітмен, колишній міністр оборони Вільям Коен, сенатор Елізабет Доул, держсекретар Гілларі Родем Клінтон, покійний сенатор Деніел Патрік Мойніган, колишній президент Світового банку Джеймс Д. Вулфенсон, президент Human Rights Watch Кеннет Рот, Ентоні Маркс і Кеннет Вальц.
Керівництво журналу також надає консультації та керівництво новим студентським і магістерським академічним журналам, таким як журнали Військової академії США, Тбіліського державного університету в Грузії та Колумбійського університету. Журнал не є афілійованим або спонсорованим будь-якою політичною організацією, і він залишається непохитним безпартійним. Він вітає запитання від студентів, які хочуть заснувати або розвивати подібні публікації у своїх закладах.
Після проблем, здебільшого спричинених пандемією COVID-19, поточну ітерацію журналу було відновлено у 2022 році Джехі Чо (співредактор, випуск 2023), Семюель Браун (співредактор, випуск 2024 року), Сьюзан Лі (провідний старший редактор, випуск 2023 року), Аріелла Мітчел (бізнес-директор, випуск 2024 року), Софі Ханін (директор із роботи з громадськістю, випуск 2024 року), Мадлін Елісондо (секретар, випуск 2025 року в коледжі Барнард). ) та Аліша Аршад (директор з технологій, випуск 2024). Цей веб-сайт був перероблений Семюелем Брауном і Джехі Чо.

## Гостьовий нарис
Гостьове есе, єдиний сегмент, написаний не аспірантами, контекстуалізує дослідження в журналі в широкому соціо-політичному діалозі.
Серед колишніх учасників:
- Білл Клінтон, колишній президент Сполучених Штатів
- Кофі Аннан, колишній Генеральний секретар ООН
- Крістін Тодд Вітмен, колишній губернатор Нью-Джерсі та адміністратор EPA
- Вільям Коен, колишній міністр оборони
- Елізабет Доул, колишній сенатор США
- Гілларі Клінтон, колишня перша леді, сенатор США та державний секретар США
- Деніел Патрік Мойніган, колишній сенатор США
- Джеймс Д. Вулфенсон, колишній президент Світового банку
- Кеннет Рот, виконавчий директор Human Rights Watch
- Ентоні Маркс, президент і генеральний директор Нью-Йоркської публічної бібліотеки
- Кеннет Вальц, колишній політолог і засновник неореалізму в теорії міжнародних відносин
- Ендрю Дж. Натан, професор Колумбійського університету

## Зовнішні посилання
- Офіційний сайт